# Vladimír Figar
Vladimír Figar (11. prosince 1944 Ostrava – 27. března 1989 Hlučín) byl český varhaník, klavírista, skladatel, aranžér skupiny Plameňáci a později v roce 1978 i kapelník.

## Životopis
Narodil se hudebníku Vladimíru Figarovi a již v dětství projevoval velký hudební talent a dobře se učil. Učil se na housle a varhany u strýce a klavír, sborový zpěv a hudební nauku studoval na hudební škole Leoše Janáčka ve Vítkovicích od roku 1952. První skladbu složil ve věku 10 let. V roce 1959 byl přijat na ostravskou konzervatoř, kde studoval klavír. Měl absolutní sluch a tak noty někdy rozepisoval v hospodě. Měl problém s alkoholem, se kterým musel bojovat. Údajně zemřel po úrazu hlavy, následkem pádu.